# Benjamin Hembus
Benjamin Hembus (* 1968 in München) ist ein deutscher Filmeditor und Autor.

## Leben
1988 zog Benjamin Hembus von München nach Berlin und absolvierte dort eine Ausbildung zum Schnittassistenten; seitdem ist er als Editor aktiv. Er wurde für den Deutschen Fernsehpreis und den Deutschen Kamerapreis in der Kategorie Schnitt nominiert.
Nach dem Tod seines Vaters, des Filmkritikers Joe Hembus, erweiterte er dessen Western-Lexikon. Er ist auch als Fotokünstler tätig.
Benjamin Hembus ist Mitglied der Deutschen Filmakademie und im Bundesverband Filmschnitt Editor e. V. (BFS).

## Filmografie (Auswahl)
- 1997: Die Konkurrentin (Fernsehfilm)
- 1999: Drei Chinesen mit dem Kontrabass
- 2000: Tatort – Kalte Herzen
- 2001: Viktor Vogel – Commercial Man
- 2002: Blond: Eva Blond! – Das Buch der Beleidigungen
- 2003: Katzenzungen
- 2005: Tatort – Minenspiel
- 2006: Papa und Mama
- 2007: Die Schatzinsel (2007)
- 2007: Schimanski: Tod in der Siedlung
- 2008: Guter Junge
- 2009: Romy
- 2010: Tatort – Absturz
- 2011: Homevideo
- 2011: Tatort – Auskreuzung
- 2012: Bella Block: Der Fahrgast und das Mädchen
- 2012: Zwei übern Berg
- 2012: Spreewaldkrimi – Eine tödliche Legende
- 2012: Jahr des Drachen
- 2013: Tatort – Borowski und der brennende Mann
- 2013: Vier sind einer zuviel
- 2014: Tatort – Der Fall Reinhardt
- 2014: Liebe am Fjord – Die Frau am Strand
- 2014: Zorn – Tod und Regen
- 2014: Der letzte Kronzeuge – Flucht in die Alpen (Fernsehfilm)
- 2015: Nele in Berlin (Fernsehfilm)
- 2015: Brief an mein Leben
- 2016: Tatort – Narben
- 2017: Tod im Internat
- 2018: Jung, blond, tot – Julia Durant ermittelt
- 2019: Die Spur der Mörder
- 2019: 8 for Charles (Kurzfilm, als Regisseur)
- 2019: Kranke Geschäfte
- 2020: Wer einmal stirbt, dem glaubt man nicht (Fernsehfilm)
- 2020:  Tatort – National feminin
- 2021: Theresa Wolff – Home Sweet Home
- 2021: Erzgebirgskrimi – Der Tote im Burggraben
- 2022: Erzgebirgskrimi – Verhängnisvolle Recherche
- 2023: Neben der Spur ist auch ein Weg (Fernsehfilm)
- 2023: Nach uns der Rest der Welt (Fernsehfilm)
- 2024: Ein Sommer an der Côte d’Azur (Fernsehreihe)

## Publikationen
- Das Western-Lexikon, mit Joe Hembus, Heyne Verlag 1997
- Die 114 schlechtesten Songtexte der Welt, kindle edition, 2012
- „64 Gedichte für Studentinnen des Lebens“, 2017